# Quận Sullivan, New Hampshire
Quận Sullivan là một quận trong tiểu bang New Hampshire, Hoa Kỳ. Quận lỵ đóng ở thành phố Newport 6. Theo điều tra dân số năm 2000 của Cục điều tra dân số Hoa Kỳ, quận có dân số 40.458 người 2. Năm 2009, ước tính dân số quận này là 42.363 người 2.

## Địa lý
Theo Cục điều tra dân số Hoa Kỳ, quận này có diện tích 1430 ki-lô-mét vuông, trong đó có 39 km2 là diện tích đất, km2 là diện tích mặt nước.